# Escenògraf

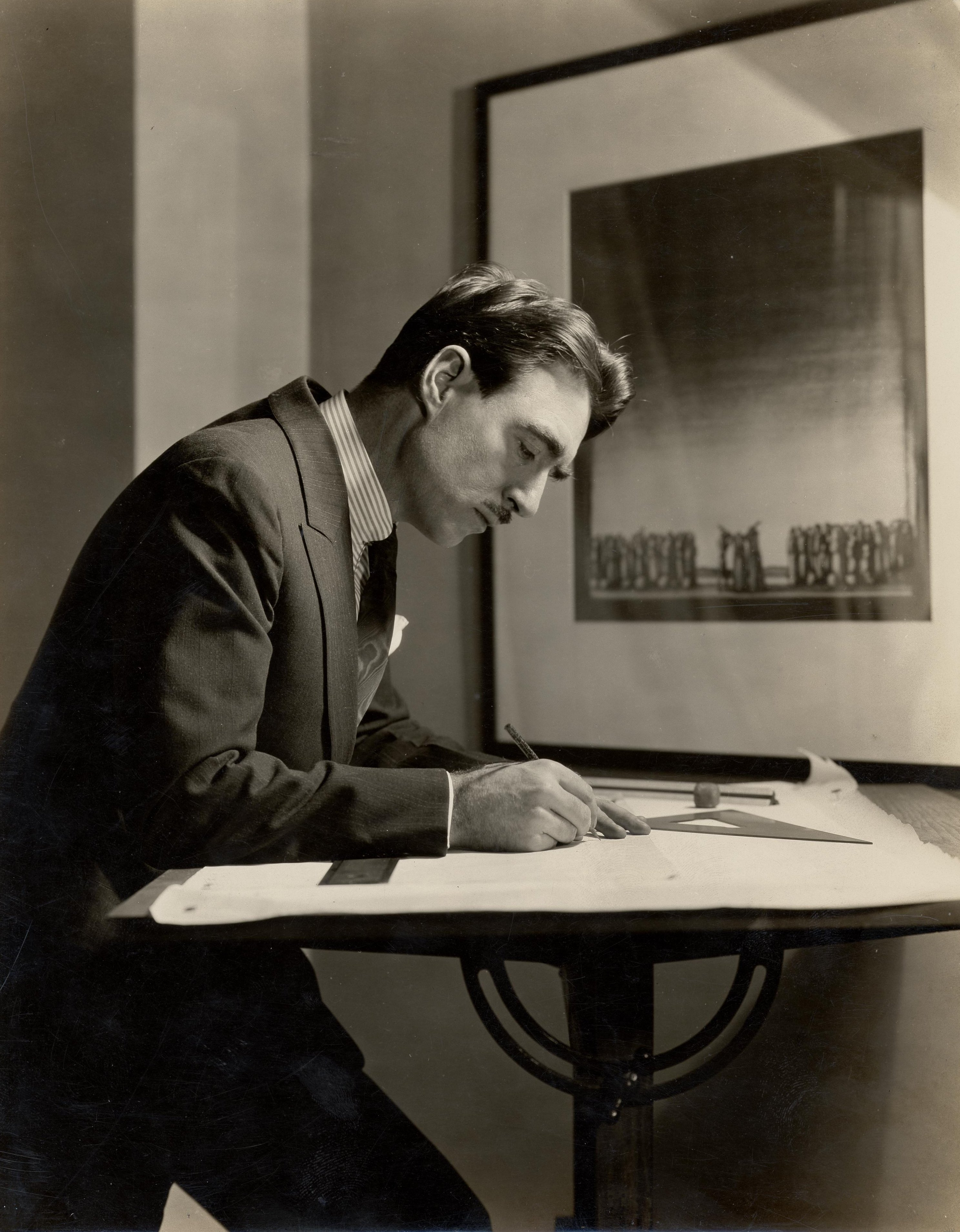
El dissenyador escènic Robert Edmond Jones (1887-1954) a la seva taula de dibuix (c. 1920)

L'escenògraf és el responsable de l'escenografia. Detallant-ho més, l'escenògraf és el responsable de definir i dissenyar tots els elements visuals d'una escenificació, en alguns casos l'escenari.
El seu treball es realitza en col·laboració amb el director d'escena, que és el responsable últim de l'escenificació.
És habitual que una mateixa persona assumeixi totes les àrees que comprèn l'escenografia, o si no només unes quantes. Si bé actualment i, segons a la complexitat de les produccions, cadascuna d'aquestes àrees pot ser assumida per professionals especialitzats.

## El treball de l'escenògraf
L'escenògraf s'encarrega d'atendre l'aparell visual de la representació d'harmonitzar plàsticament l'espai escènic, establint una correspondència entre els objectes i espai i l'àmbit d'actuació dels actors. L'escenògraf se serveix de diversos aspectes com les coordenades espacials que crea i modifica, els materials amb els quals elabora l'escenografia, els moviments dels cossos dels actors a l'escenari, la il·luminació i la música. La feina de l'escenògraf, coordinada amb la de la direcció, consisteix a elaborar una dramatúrgia de l'espai. Els espais escènics contemporanis sovint reflecteixen volgudament una dimensió artificial. El replantejament contemporani de l'espai escènic, influït també per la pèrdua de la centralitat del text i la irrupció de noves tecnologies en la il·luminació a escena, es manifesta més cap a la participació de l'espectador amb el seu treball imaginatiu.

### Escenògraf en el cinema
El terme d'escenografia prové del teatre i aplicat en el cinema s'aplica a l'impacte visual dels intèrprets, l'acció, el decorat, vestuari i la il·luminació. Representa la forma en què l'acció i l'escenari s'integren en un pla o una escena.